# Sala Biellese
Sala Biellese es una localidad y comune italiana de la provincia de Biella, región de Piamonte, con 601 habitantes.

## Evolución demográfica
| Gráfica de evolución demográfica de Sala Biellese entre 1861 y 2001 |
|                                                                     |
| Fuente ISTAT - elaboración gráfica de Wikipedia                     |